# Grzechotnik diamentowy
Grzechotnik diamentowy (Crotalus adamanteus) – gatunek jadowitego węża z podrodziny grzechotnikowatych (Crotalinae) w obrębie rodziny żmijowatych (Viperidae).
Dorosłe osobniki zazwyczaj mają długość 1,5–1,8 m, ale mogą osiągać ok. 2,5 m. Jest największym wężem jadowitym pod względem masy. Występuje w południowo-wschodniej części Stanów Zjednoczonych, zwłaszcza na Florydzie. Lubi tereny wilgotne, często przebywa w pobliżu wody. Bardzo dobrze pływa. Jego jad jest bardzo silny i wydzielany w dużych ilościach – ugryzienie może być śmiertelne dla człowieka. Żywi się drobnymi kręgowcami. Z powodu szybkości i zwinności uważany jest za groźnego.